# کوردووا (نیومکزیکو)
کوردووا (به انگلیسی: Cordova) یک منطقهٔ مسکونی در ایالات متحده آمریکا است که در شهرستان ریو آریبا، نیومکزیکو واقع شده‌است. کوردووا ۴۱۴ نفر جمعیت دارد و ۲٬۱۱۹٫۹۱ متر بالاتر از سطح دریا واقع شده‌است.